# 修女圣若翰洗者堂
修女圣若翰洗者堂（Chiesa di San Giovanni Battista delle Monache）是一座原天主教教堂，位于意大利坎帕尼亚大区那不勒斯市中心的科斯塔蒂诺波利街（Via Costantinopoli）106号。

## 历史
目前的教堂主要建于1673-1681年，由弗朗切斯科·安东尼奥·皮基亚蒂设计。立面添加于18世纪，由乔万·巴蒂斯塔·瑙克莱里奥设计。在19世纪，萨皮恩扎街对面的圣乔瓦尼耶洛的修道院成为那不勒斯美术学院的所在地。这次城市重建由恩里科·阿尔维诺指导，为贝利尼剧院让路。1930年地震造成的破坏直到1970年才恢复，所有可移动的内部装饰都搬走了。教堂于2011年关闭进行修复。 

## 内部
横向的小堂内有卢卡·焦尔达诺（Luca Giordano）、弗朗切斯科·迪·玛丽亚（Francesco di Maria）、贝尔纳多·卡瓦利诺（Bernardo Cavallino）、乔瓦尼·巴尔杜奇（Giovanni Balducci）、尼科拉·富莫（Nicola Fumo）和安德烈亚·瓦卡罗（Andrea Vaccaro）的画作。堂内还有马西莫·斯坦齐奥内（Massimo Stanzione）、贾科莫·法雷利和保罗·德·马泰斯的画作。 雕塑装饰遭到了很多破坏。
40°51′03″N 14°15′05″E / 40.850942°N 14.251495°E